# Гидронефроз
Гидронефроз (син. водянка почки) — расширение почечной лоханки и чашечки на почве нарушения оттока мочи в пиелоуретеральном сегменте, которое может приводить к постепенной атрофии почечной паренхимы. Случаи заболевания в зависимости от возраста встречается у 0,6—4,5 % населения. Основным признаком является расширение почечной лоханки — места, где скапливается моча после её производства. В результате гидронефроза накопление мочи в одной или обеих почках может приводить к опуханию почек и увеличению их размера. Гидронефроз обычно не вызывает каких-либо долгосрочных проблем, если был своевременно диагностирован, и вовремя было начато лечение.
Наряду с пиелоэктазией почек врождённый гидронефроз часто обнаруживается при ультразвуковом обследовании плода во время пренатальных скринингов. Во время беременности обычно обнаруживается гидронефроз лёгкой степени, в подобных случаях считается, что он обычно вызывается повышенной выработкой мочи у плода. В большинстве случаев у грудных детей лечение может и не потребоваться.
Гидронефроз может быть вызван препятствием оттоку мочи из почек в мочевой пузырь, обратным оттоком мочи из мочевого в мочеточники, а также обструкцией мочевого мочеиспускательного канала. В тяжёлых случаях, при которых лечение так и не было осуществлено, гидронефроз может привести к тому, что почки перестанут функционировать, — к хронической болезни почек. Лечение же зависит от причин, по которым гидронефроз возник.

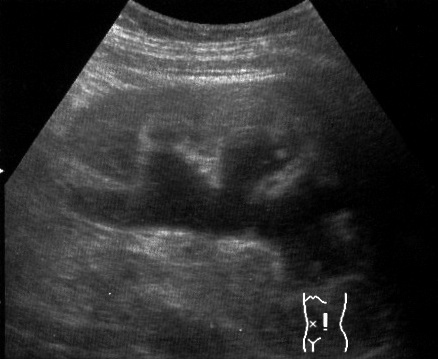
Ультразвуковое изображение гидронефротической почки.

## Классификация
Выделяют три стадии развития этого заболевания:
- I стадия – расширена только почечная лоханка, функция почки не изменена или нарушена в легкой степени.
- II стадия – размеры почки увеличены на 15-20 %, лоханка значительно расширяется, стенка её истончается. Значительно нарушается эвакуаторная способность лоханки. Функция почки снижается на 20-40 %.
- III стадия – размеры почки увеличены в 1,5-2 раза. Лоханка и чашки сильно расширены, почка представляет собой многокамерную полость. Отмечается резкое нарушение эвакуаторной способности лоханки. Функция почки снижена на 60-80 % или отсутствует вообще.

В зависимости от выраженности атрофии паренхимы почек различают 4 степени гидронефроза:
- 1 степени — паренхима сохранена,
- 2 степени — незначительное повреждение паренхимы,
- 3 степени — значительное повреждение,
- 4 степени — отсутствие паренхимы, почка не функционирует.

В зависимости от причины гидронефроз может быть врождённым или приобретённым.
- При врождённом гидронефростенозе может иметь место порок клеточной структуры нефрона или стеноз пиелоуретерального сегмента, который обусловлен стенозом, клапаном слизистой оболочки мочеточника, сдавлением добавочным сосудом и т. д.
- Приобретённый гидронефроз может быть вызван мочекаменной болезнью, опухолями, повреждением мочевых путей.

Как врождённый, так и приобретённый гидронефроз может быть асептическим или инфицированным.

## Клиника

Алгоритм дифференциального диагноза внутриутробного гидронефроза

Клинически гидронефроз проявляется болями в животе, вторичным пиелонефритом и опухолевидным образованием в брюшной полости, обнаруживаемым при пальпации живота. У детей раннего возраста на первый план выступают увеличение живота, диспепсия, рвота, беспокойство и признаки инфекции мочевыводящих путей. При двустороннем гидронефрозе возможно отставание ребенка в развитии.

## Диагноз
Диагноз ставится на основании УЗИ, экскреторной урографии и ренографии.
При пренатальном диагностировании степень заболевания определяется размером почечной лоханки, замеряемым посредством УЗИ.
| Срок         | Лёгкая        | Средняя        | Тяжёлая     |
| ------------ | ------------- | -------------- | ----------- |
| 2-й триместр | от 4 до 10 мм | От 10 до 15 мм | Более 15 мм |
| 3-й триместр | от 7 до 10 мм | От 10 до 15 мм | Более 15 мм |

## Лечение
Лечение при 2 стадии консервативное, направлено на стимуляцию оттока мочи. При следующих стадиях решают вопрос о хирургическом лечении, направленном на восстановление проходимости пиелоуретерального сегмента. Например, постановка нефростомы, при которой восстанавливается отток мочи и снимается воспаление.